# Robert Wagner (Schauspieler)

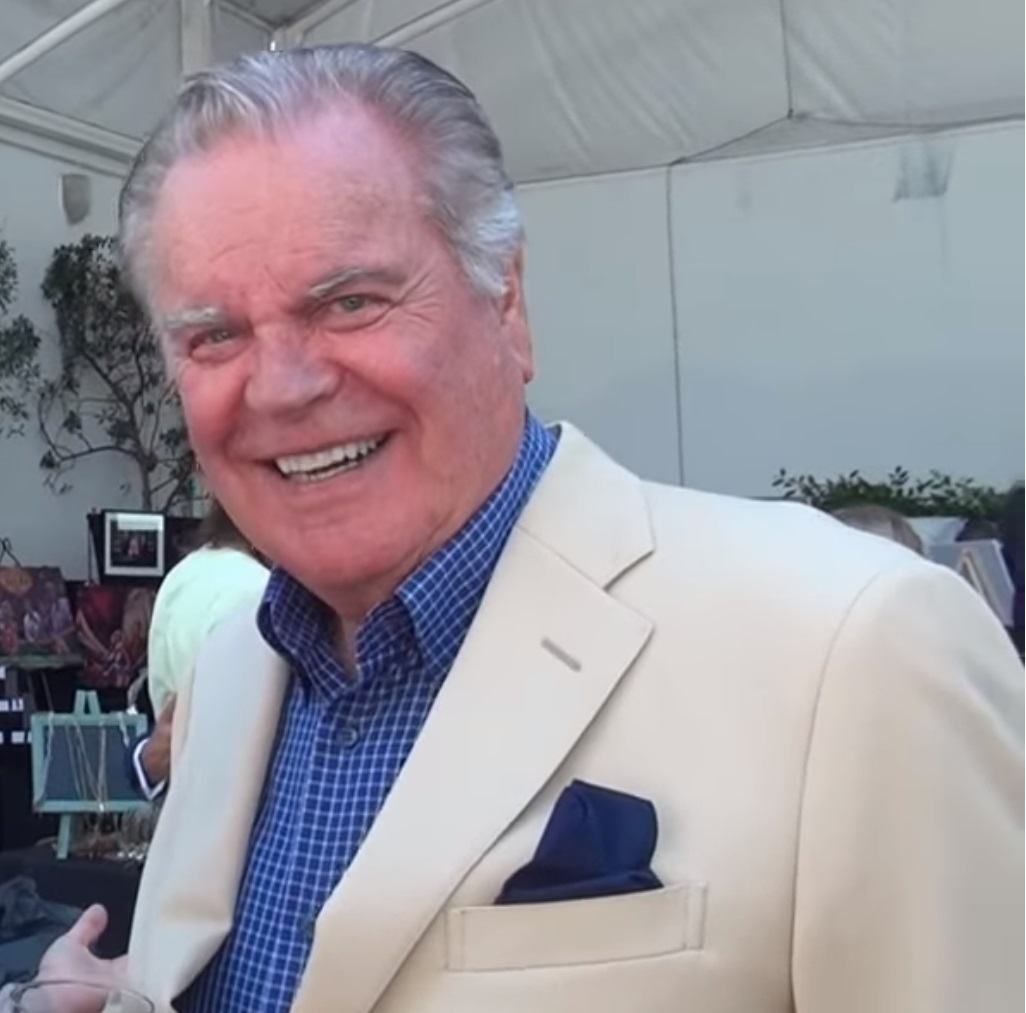
Robert Wagner (2013)

Robert John Wagner (* 10. Februar 1930 in Detroit, Michigan) ist ein US-amerikanischer Schauspieler. Er begann seine Filmkarriere im Jahr 1950. Bekannt wurde er unter anderem durch seine Hauptrollen in den Fernsehserien Ihr Auftritt, Al Mundy (1968–70), Die Zwei mit dem Dreh (1975–78) und Hart aber herzlich (1979–84). Zu seinen bekanntesten Filmen zählen Prinz Eisenherz, Die gebrochene Lanze, Der rosarote Panther sowie die Austin-Powers-Trilogie.

## Leben und Karriere
Robert Wagner wurde als Sohn eines Handelsreisenden in Detroit geboren. Seine Großeltern väterlicherseits kamen aus Deutschland in die USA. Kurz nach seinem Highschool-Abschluss ging Wagner nach Hollywood, um dort als Schauspieler zu arbeiten. Mithilfe seines Agenten Albert R. Broccoli bekam er eine erste, kleinere Filmrolle in Wilde Jahre in Lawrenceville (1950) unter der Regie von William A. Wellman. Anschließend wurde er von 20th Century Fox unter Vertrag genommen.
Nach einer Reihe eher anspruchsloser Liebhaberrollen konnte er durch seinen Auftritt als Soldat im Musikfilm Mit einem Lied im Herzen erstmals schauspielerisch überzeugen. Anschließend spielte er größere Nebenrollen sowie Hauptrollen, zu Anfang vor allem in Abenteuer- und Westernfilmen. Einem breiten Publikum wurde er 1954 durch die Titelrolle in dem Abenteuerfilm Prinz Eisenherz bekannt. Weitere bekannte Rollen während dieser Zeit hatte er in Der Untergang der Titanic neben Barbara Stanwyck, als Filmsohn von Spencer Tracys Hauptfigur in dem Western Die gebrochene Lanze und als psychopathischer Killer aus gutem Hause in dem Thriller Ein Kuß vor dem Tode unter der Regie von Gerd Oswald. In den 1960er Jahren drehte er mehrere Filme in Europa, etwa die Krimikomödie Der rosarote Panther, in der er den Neffen von David Nivens Meisterdieb verkörperte, sowie den Film Die Eingeschlossenen an der Seite von Maximilian Schell.
Nachdem die Filmangebote für Wagner deutlich seltener wurden und er zeitweise ohne Beschäftigung war, verlegte er Ende der 1960er Jahre seinen Fokus auf das Fernsehen. Mit der Serie Ihr Auftritt, Al Mundy konnte er in diesem Medium einen durchschlagenden Erfolg verzeichnen. Hier spielte er einen charmanten Auftragsdieb, der es aus Berufsehre ablehnt, eine Waffe zu tragen. Er wirkte aber auch weiterhin in Kinofilmen mit, etwa neben Bette Davis in In den Fängen der Madame Sin (1972) sowie in den starbesetzten Katastrophenfilmen Flammendes Inferno (1974) und Airport ’80 – Die Concorde (1980). Ab 1975 verkörperte Wagner an der Seite seines engen Freundes Eddie Albert die Rolle des Pete T. Ryan in der Krimiserie Die Zwei mit dem Dreh, die bis 1978 produziert wurde. In der Fernsehserie Hart aber herzlich, in der Stefanie Powers und Lionel Stander an seiner Seite agierten, spielte er zwischen 1979 und 1984 die Rolle des weltmännischen Multimillionärs Jonathan Hart, der mit seiner Frau regelmäßig in Kriminalfälle verwickelt wird. Nach dem Ende der Serie wurden außerdem weitere acht Fernsehfilme in Spielfilmlänge über das Ehepaar Hart produziert.
In den drei Filmen der Austin-Powers-Trilogie, die zwischen 1997 und 2002 entstanden, verkörperte Wagner die Rolle von „Nummer 2“, dem geschäftstüchtigen Handlanger des Filmschurken Dr. Evil. 2006 hatte er einen Gastauftritt im Finale der zweiten Staffel der Justizserie Boston Legal, in der er den Büroleiter einer Anwaltskanzlei in Los Angeles spielte. In der Fernseh-Sitcom Two and a Half Men war Wagner zwischen 2007 und 2008 in fünf Folgen als Heiratsschwindler Teddy Leopold zu sehen. Seit 2009 ist er wiederkehrend als Anthony DiNozzo senior, Vater des von Michael Weatherly gespielten Anthony DiNozzo junior, in der Krimiserie Navy CIS zu sehen.

## Privatleben

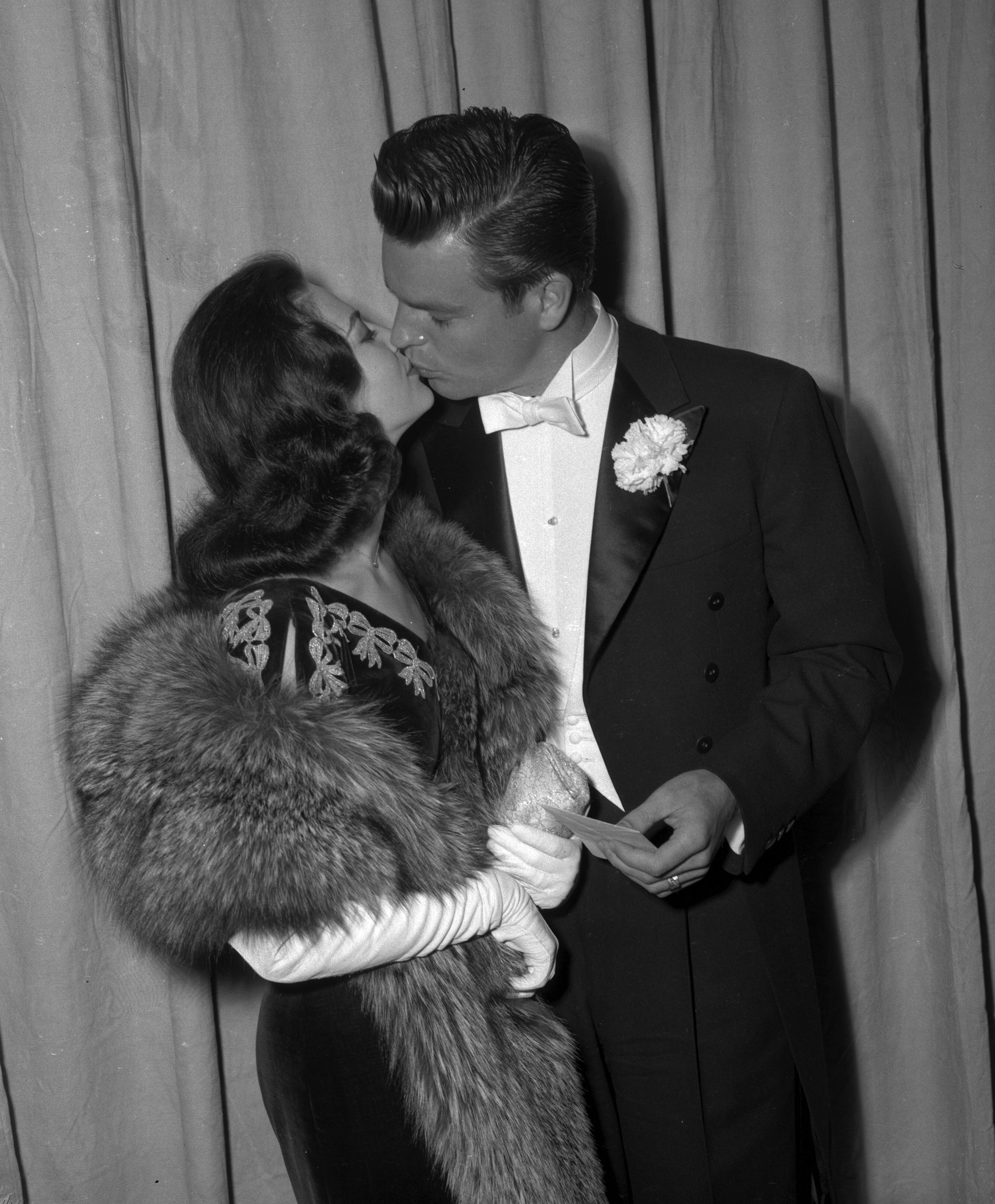
Wagner und Natalie Wood bei der Oscarverleihung 1958

Robert Wagner war zweimal mit der Schauspielerin Natalie Wood verheiratet, von 1957 bis 1962 und erneut von 1972 bis zu ihrem Tod im Jahr 1981. Dazwischen war er von 1963 bis 1970 mit der Schauspielerin Marion Marshall verheiratet. Natalie Wood und Robert Wagner, die in Hollywood zeitweise als Traumpaar galten, arbeiteten in mehreren Filmen zusammen. Wood ertrank 1981 bei einer Bootstour, an der neben Wagner auch ihr Filmpartner aus Projekt Brainstorm, Christopher Walken, teilnahm. Die Boulevardpresse spekulierte über eine Mitschuld Wagners an Woods Tod. Natalie Woods Ertrinken wurde zunächst als Unfall gewertet. Nach neueren Untersuchungen ab 2011 wird ihr Tod allerdings auf „unbestimmte Ursachen“ zurückgeführt. Wagner stand nach Angaben der US-Polizei 2018 als „person of interest“ („Person von besonderem polizeilichen Interesse“) im Fokus von Ermittlungen. Wagner ist seit 1990 mit der Schauspielerin Jill St. John verheiratet, mit der er seit 2007 in Aspen in Colorado lebt.
Wagner hat drei Töchter, zwei leibliche aus den Ehen mit Marion Marshall und Natalie Wood, und die Adoptivtochter Natasha Gregson Wagner, eine Tochter von Natalie Wood aus ihrer Ehe mit Richard Gregson.
2008 veröffentlichte Wagner seine in Zusammenarbeit mit Scott Eyman entstandene Autobiografie Pieces of My Heart: A Life. In diesem Buch machte er erstmals seine Liebschaft zu Barbara Stanwyck öffentlich, die sich während der Dreharbeiten zu Der Untergang der Titanic entwickelt und mehrere Jahre gehalten hatte.

## Auszeichnungen
Zwischen 1953 und 1984 war Wagner insgesamt sechsmal für einen Golden Globe nominiert: jeweils einmal für den Film Liebe, Pauken und Trompeten und die Serie Ihr Auftritt, Al Mundy, anschließend noch viermal für die Rolle als Jonathan Hart. 1980 gewann er den People’s Choice Award als beliebtester Fernsehdarsteller. Im Jahr 2002 bekam Wagner einen Stern auf dem Hollywood Walk of Fame.

## Filmografie (Auswahl)

### Kino
- 1950: Wilde Jahre in Lawrenceville (The Happy Years)
- 1951: Okinawa (Halls of Montezuma)
- 1951: Teresa
- 1951: Froschmänner (The Frogmen)
- 1951: Let’s Make It Legal
- 1952: Mit einem Lied im Herzen (With a Song in My Heart)
- 1952: What Price Glory?
- 1952: Liebe, Pauken und Trompeten (Stars and Stripes Forever)
- 1953: Die silberne Peitsche (The Silver Whip)
- 1953: Der Untergang der Titanic (Titanic)
- 1953: Das Höllenriff (Beneath the 12-Mile Reef)
- 1954: Prinz Eisenherz (Prince Valiant)
- 1954: Die gebrochene Lanze (Broken Lance)
- 1955: Die weiße Feder (White Feather)
- 1956: Ein Kuß vor dem Tode (A Kiss Before Dying)
- 1956: Der Berg der Versuchung (The Mountain)
- 1956: Feuertaufe (Between Heaven and Hell)
- 1957: Rächer der Enterbten (The True Story of Jesse James)
- 1957: Geheimring Nippon (Stopover Tokyo)
- 1958: Kampfflieger (The Hunters)
- 1958: Hölle, wo ist dein Schrecken (In Love and War)
- 1959: Engel auf heißem Pflaster (Say One for Me)
- 1960: Früchte einer Leidenschaft (All the Fine Young Cannibals)
- 1961: Ganoven gehn an Bord (Sail a Crooked Ship)
- 1962: Der längste Tag (The Longest Day)
- 1962: Wir alle sind verdammt (The War Lover)
- 1962: Die Eingeschlossenen (I sequestrati di Altona)
- 1963: Der rosarote Panther (The Pink Panther)
- 1966: Ein Fall für Harper (Harper)
- 1967: 25 000 Dollar für einen Mann (Banning)
- 1968: Die Platinbande (The Biggest Bundle of Them All)
- 1968: Mit allen Wassern gewaschen (Don’t Just Stand There!)
- 1969: Indianapolis (Winning)
- 1972: In den Fängen der Madame Sin (Madame Sin)
- 1974: Flammendes Inferno (The Towering Inferno)
- 1976: Schlacht um Midway (Midway)
- 1979: Airport ’80 – Die Concorde (Airport ’80 – The Concorde)
- 1983: Der Fluch des rosaroten Panthers (Curse of the Pink Panther)
- 1983: I Am the Cheese
- 1991: Jack allein im Serienwahn (Delirious) (Gastauftritt)
- 1992: The Player (Gastauftritt)
- 1993: Dragon – Die Bruce Lee Story (Dragon: The Bruce Lee Story)
- 1997: Austin Powers – Das Schärfste, was Ihre Majestät zu bieten hat (Austin Powers: International Man of Mystery)
- 1998: Wild Things
- 1998: Overdrive – Mörderische Geschwindigkeit (Overdrive)
- 1999: Austin Powers – Spion in geheimer Missionarsstellung (Austin Powers: The Spy Who Shagged Me)
- 1999: Knocked Out – Eine schlagkräftige Freundschaft (Play It to the Bone)
- 1999: Verrückt in Alabama (Crazy in Alabama)
- 2002: Austin Powers in Goldständer (Austin Powers in Goldmember)
- 2003: Sol Goode
- 2003: Hollywood Cops (Hollywood Homicide)
- 2004: El Padrino – Das tödliche Vermächtnis des Paten (El Padrino)
- 2006: Eulen – Kleine Freunde in großer Gefahr! (Hoot)
- 2006: Yankee Irving – Kleiner Held ganz groß! (Everyone’s Hero) (Stimme)
- 2007: Vampire Office – Büro mit Biss (Netherbeast Incorporated)
- 2007: Weihnachten mit Dennis – Eine schöne Bescherung! (A Dennis the Menace Christmas)
- 2009: Das Geheimnis des wilden Mustangs (The Wild Stallion)
- 2014: The Hungover Games
- 2017: What Happened to Monday?

### Fernsehen
- 1955/1956: The 20th Century-Fox Hour (Serie, zwei Folgen)
- 1967: Der geheimnisvolle Dritte (How I Spent My Summer Vacation)
- 1968–1970: Ihr Auftritt, Al Mundy (It Takes a Thief, Serie, 66 Folgen)
- 1971: Um 9 Uhr geht die Erde unter (City Beneath the Sea)
- 1971: Mord in San Francisco (Crosscurrent)
- 1971: Perlico – Perlaco
- 1972: Die Straßen von San Francisco (The Streets of San Francisco, Serie, Pilotfolge)
- 1972–1974: Colditz (Serie, 14 Folgen)
- 1973: Liebe in Fesseln (The Affair)
- 1975–1978: Die Zwei mit dem Dreh (Switch, Serie, 71 Folgen)
- 1976: Die Katze auf dem heißen Blechdach (Cat on a Hot Tin Roof)
- 1978: Die schwarze Liste (The Critical List)
- 1979–1984: Hart aber herzlich (Hart to Hart, Serie, 111 Folgen)
- 1981: Ein Colt für alle Fälle (The Fall Guy, Serie, Folge 1x02)
- 1984: Die Windsor-Papiere – Königsjagd (To Catch a King)
- 1985–1986: Lime Street (Serie, acht Folgen)
- 1987: Flashpoint Mexico (Love Among Thieves)
- 1988: Diplomat in Sachen Liebe (Indiscreet)
- 1988: Im Schatten der Götter (Windmills of the Gods)
- 1989: In 80 Tagen um die Welt (Around The World In 80 Days, Miniserie)
- 1991: Eine Falle für den Killer (This Gun for Hire)
- 1992: Juwelen des Schicksals (Jewels)
- 1992: Die Fälle der Rosie O’Neill (The Trials of Rosie O’Neill, Serie, drei Folgen)
- 1993: Hart aber herzlich: Die Rückkehr (Hart to Hart Returns)
- 1994: Tödliches Klassentreffen (Parallel Lives)
- 1994: Hart aber herzlich: Tod einer Freundin (Hart to Hart: Home Is Where the Hart Is)
- 1994: Hart aber herzlich: Dem Täter auf der Spur (Hart to Hart: Crimes of the Hart)
- 1994: Hart aber herzlich: Alte Freunde sterben nie (Hart to Hart: Old Friends Never Die)
- 1994: Fackeln im Sturm (Heaven & Hell: North & South, Book III, Miniserie)
- 1995: Hart aber herzlich – Geheimnisse des Herzens (Hart to Hart: Secrets of the Hart)
- 1995: Hart aber herzlich: Max’ Vermächtnis (Hart to Hart: Two Harts in 3/4 Time)
- 1996: Hart aber herzlich: Jonathan unter Mordverdacht (Hart to Hart: Harts in High Season)
- 1996: Hart aber herzlich: Operation Jennifer (Hart to Hart: Till Death Do Us Hart)
- 1997: Seinfeld (Serie, Folge 8x19 Die Yada-Yada-Sache)
- 1999: Digital Virus – Killer aus dem System (Fatal Error)
- 2000: Die Abzocker – Eine eiskalte Affäre (Die Abzocker: Eine eiskalte Affare)
- 2000: Das Mercury Projekt (Rocket’s Red Glare)
- 2001: Das 4-Pfoten-Hotel (The Retrievers)
- 2003–2006: Hope and Faith (Hope & Faith, Serie, sieben Folgen)
- 2005: Die Simpsons (The Simpsons, Serie, Folge 16x12, Stimme)
- 2005: Category 7 – Das Ende der Welt (Category 7: The End of the World, Miniserie)
- 2006: Las Vegas (Serie, Folge 3x19)
- 2006: Boston Legal (Serie, zwei Folgen)
- 2007: Hustle – Unehrlich währt am längsten (Hustle, Serie, Folge 4x01)
- 2007–2008: Two and a Half Men (Serie, fünf Folgen)
- 2010–2019: Navy CIS (Navy NCIS, Serie, 13 Folgen)
- 2012: Happily Divorced (Serie, Folge 2x14)
- 2013: Futurama (Serie, Folge 10x07, Stimme)
- 2014: Zauber einer Weihnachtsnacht (Northpole)
- 2014: Hot in Cleveland (Serie, Folge 16x12)
- 2017: Date My Dad (Serie, zwei Folgen)

## Deutsche Synchronsprecher (Auswahl)
Der deutsche Standardsprecher von Wagner ist Joachim Kerzel, jedoch wurde er zum Beispiel auch von Eckart Dux, Michael Chevalier, Gert Günther Hoffmann, Hartmut Reck und Rainer Brandt synchronisiert.
- Joachim Kerzel: Ihr Auftritt Al Mundy (RTL-Synchronisation), Airport ’80 – Die Concorde, Der Fluch des rosaroten Panthers, Hart aber herzlich, Austin Powers, Sol Goode, Weihnachten mit Dennis – Eine schöne Bescherung!, Two and a Half Men, Navy CIS, The Hungover Games u. a.
- Eckart Dux: Liebe, Pauken und Trompeten, Berg der Versuchung, Der Kuss vor dem Tode, Ein Fall für Harper u. a.
- Michael Chevalier: Das Höllenriff, Prinz Eisenherz, Die weiße Feder, Der rosarote Panther, 25 000 Dollar für einen Mann u. a.
- Gert Günther Hoffmann: Geheimring Nippon
- Harald Juhnke: Der Untergang der Titanic, Die gebrochene Lanze
- Hartmut Reck: Der unsichtbare Mörder, Liebe in Fesseln, Wild Things
- Manfred Schott: Flammendes Inferno
- Randolf Kronberg: Schlacht um Midway, Knocked Out – Eine schlagkräftige Freundschaft
- Rainer Brandt: Ihr Auftritt Al Mundy (ZDF-Synchronisation), Die Platinbande, Seinfeld, Hope & Faith

## Schriften
- mit Scott Eyman: Pieces of My Heart. A Life. HarperCollins, New York 2008, ISBN 978-0-06-137331-2.
- mit Scott Eyman: You Must Remember This. Life and Style in Hollywood’s Golden Age. Thorndike Press, Waterville ME 2014, ISBN 978-1-4104-6730-0.
- mit Scott Eyman: I Loved Her In The Movies. Memories of Hollywood’s Legendary Actresses. Thorndike Press, Waterville ME 2016, ISBN 978-1-4104-9494-8.